# Tracteur de pont d'envol
On désigne comme tracteur de pont d'envol le véhicule terrestre chargé du déplacement des aéronefs militaires sur le pont d'envol du porte-avions, ils sont en règle générales basés sur les véhicules utilisés sur les aéroports terrestres mais traités pour l’environnement marin.

## Généralités
Principalement à propulsion diesel ce véhicule permet la mise en place des avions et hélicoptères jusqu'à la catapulte. Pour cela l'aéronef est tracté à l'arrière du véhicule. Dans l'aviation navale française les personnels chargés de cette mission sont appelés Conev, et leurs véhicules sont peints de couleur jaune. Ils sont différents dans l'United States Navy, généralement de couleur blanche (mais également jaunes jusqu'à la fin des années 1990). Le conducteur conserve en permanence le contact radiophonique avec le pilote. Ces tracteurs de pont sont surnommés les Mules.

## Photos

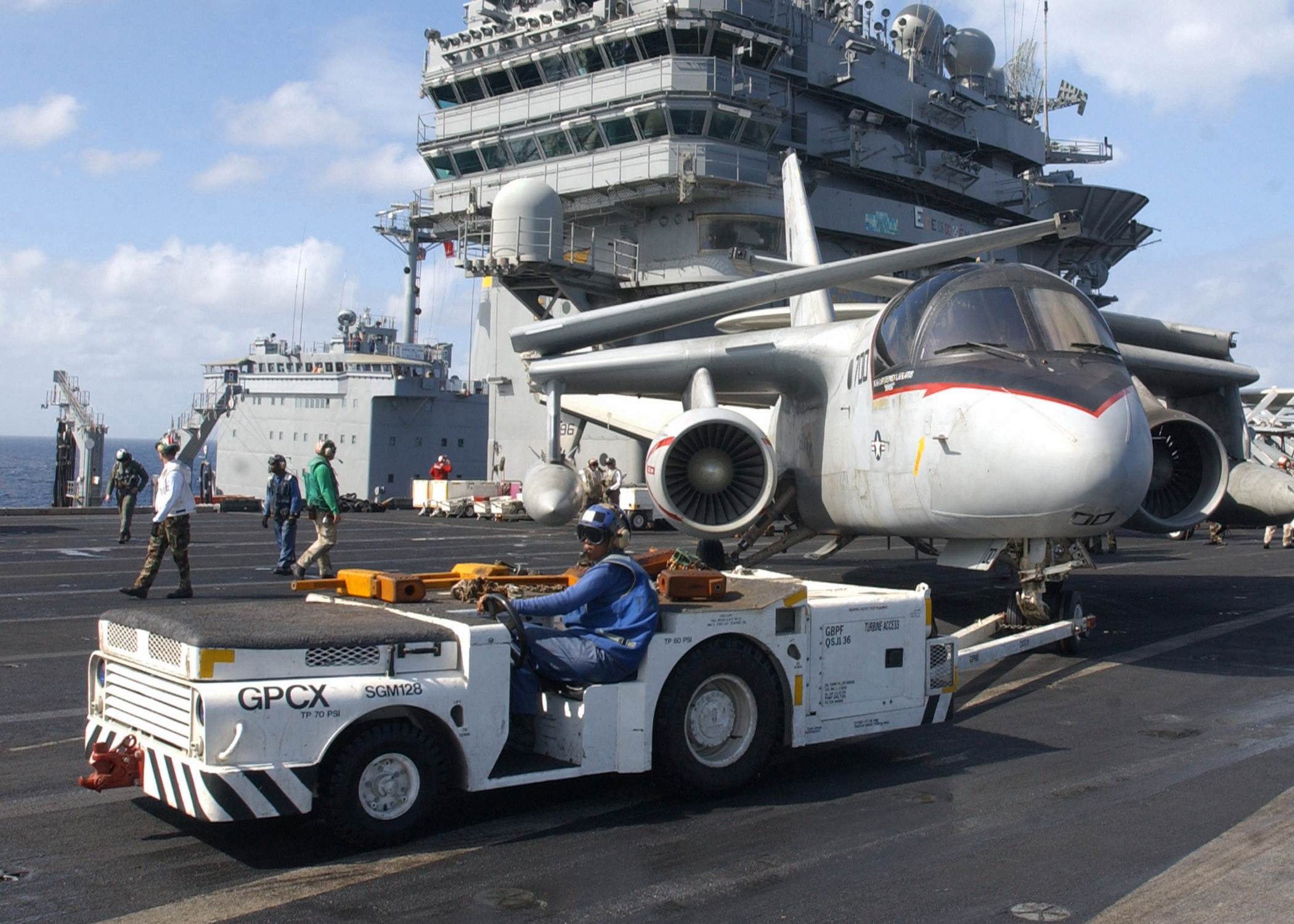
Tracteur de pont d'envol de l'US Navy en action avec un Lockheed S-3 Viking.
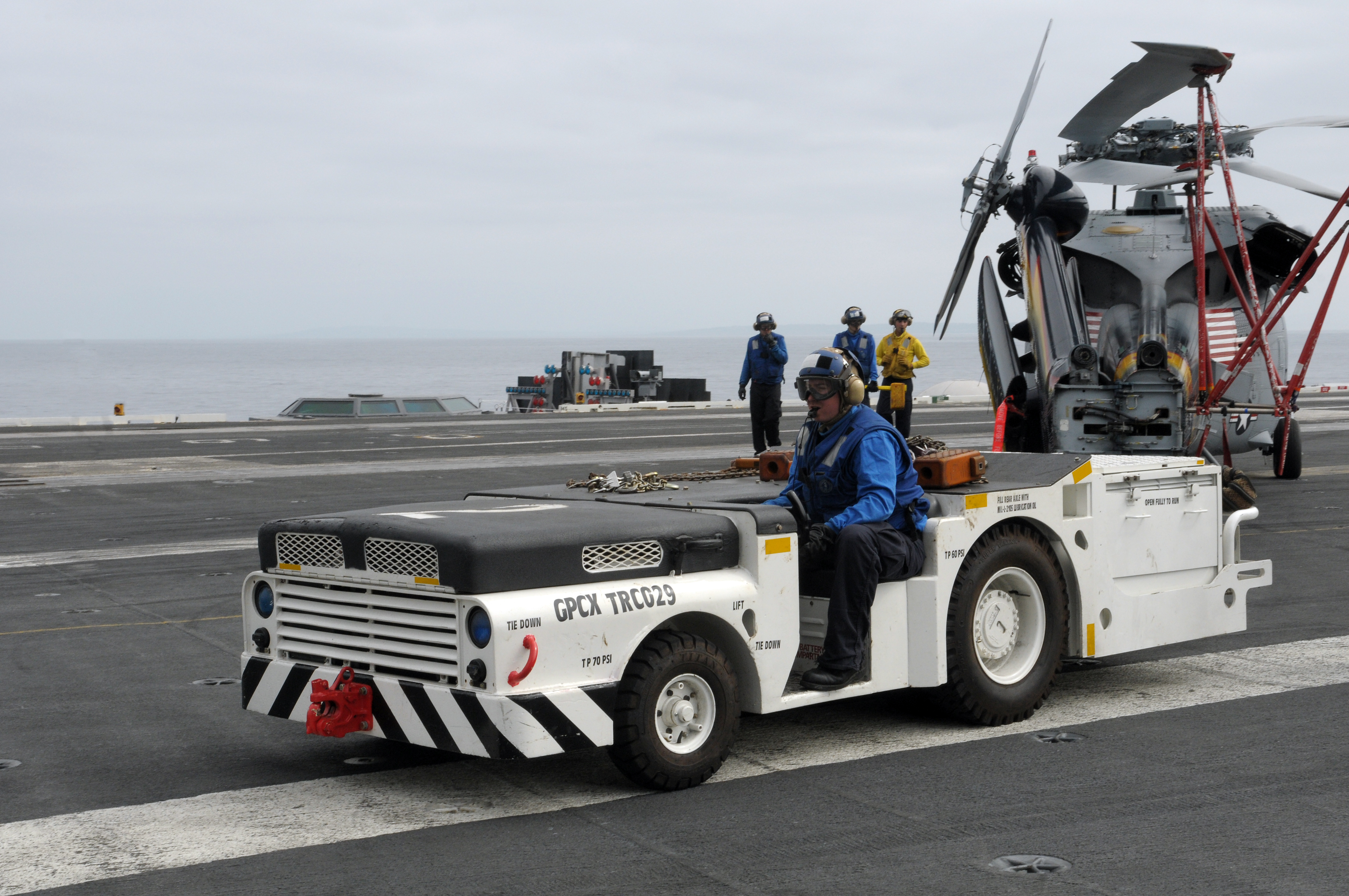
Tracteur de pont d'envol américain tirant un hélicoptère Sikorsky SH-60 Seahawk.
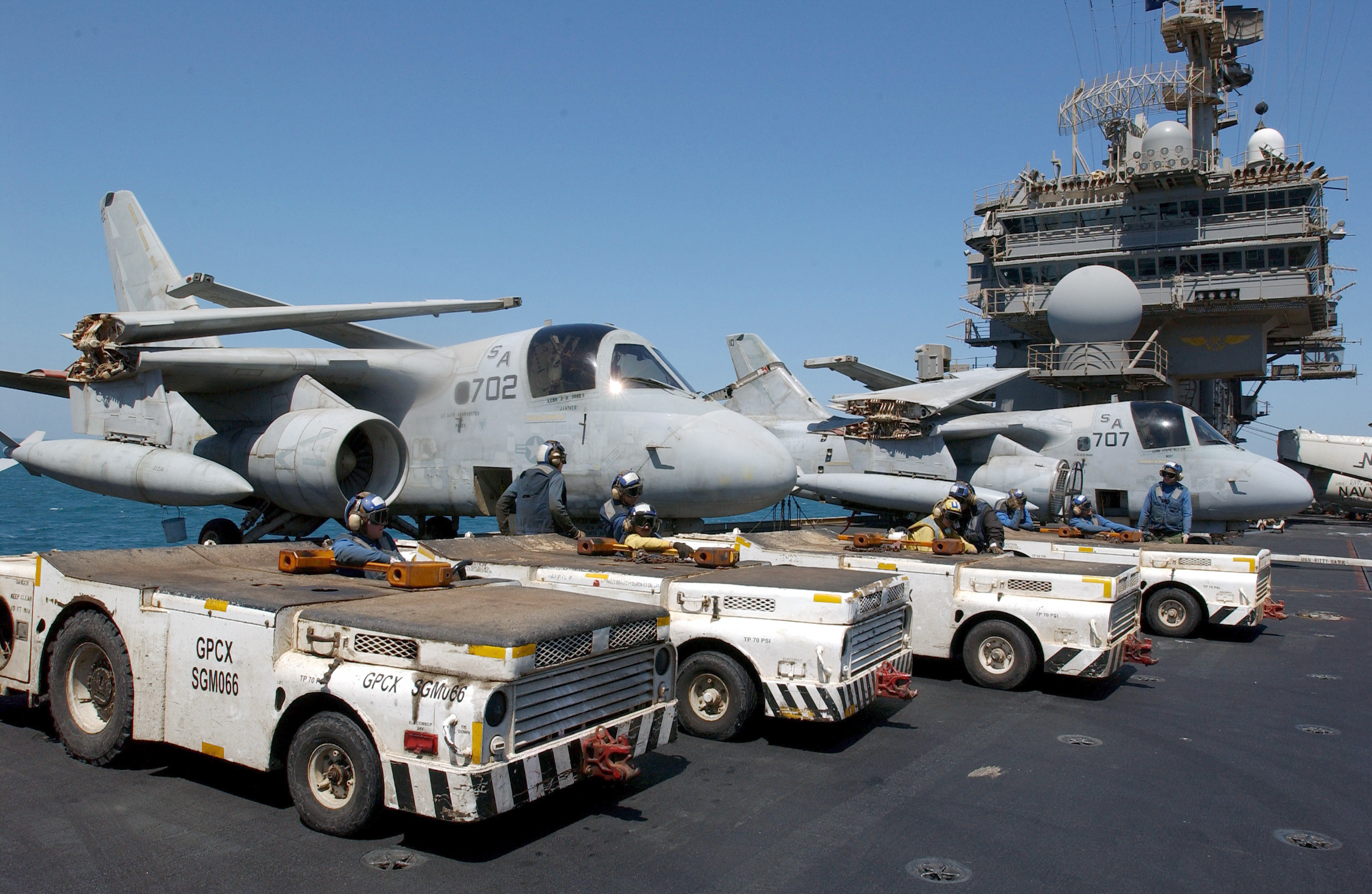
Tracteurs de pont d'envol alignés comme à la parade.
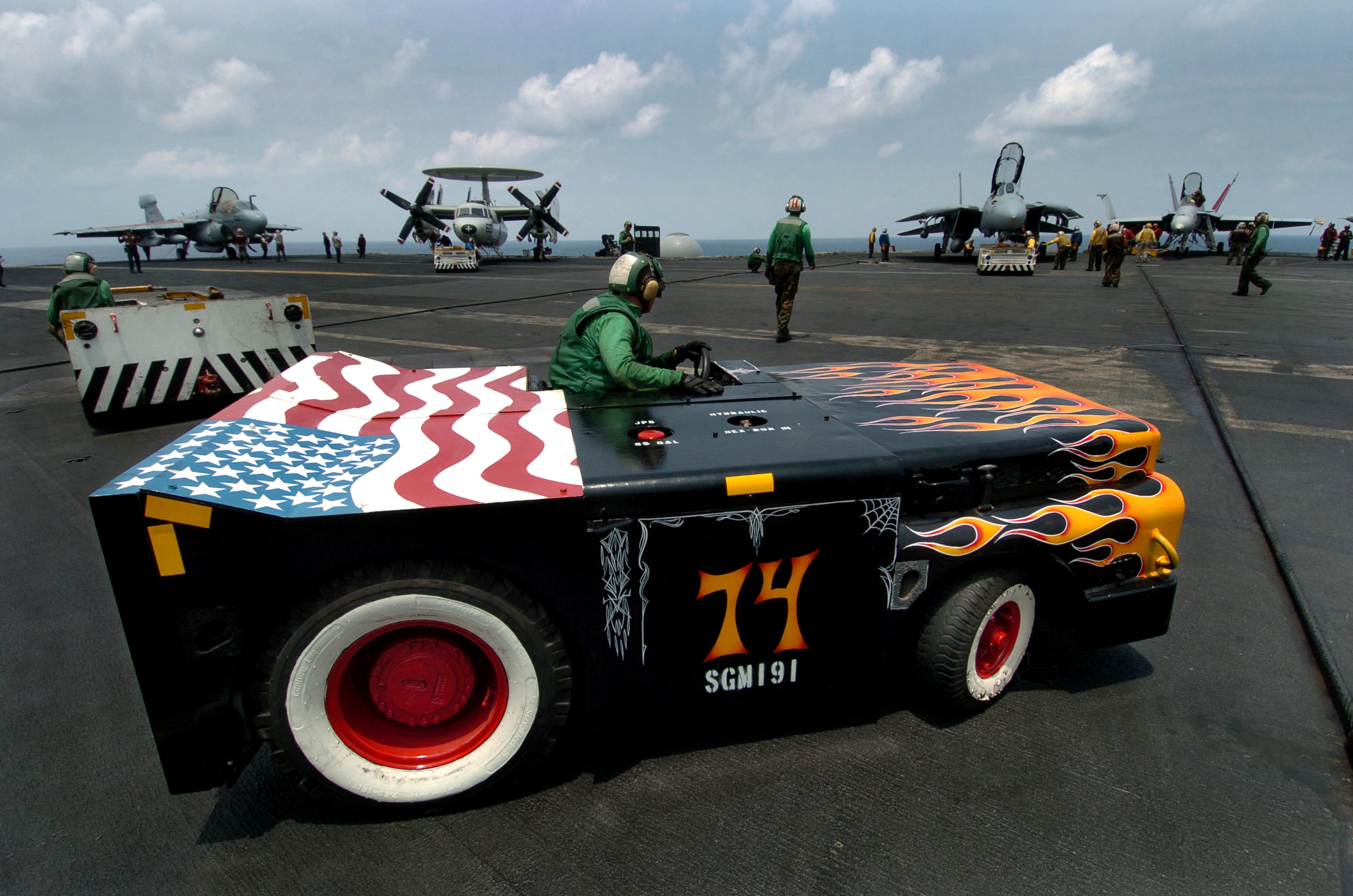
Version customisée d'un tracteur de pont d'envol américain, faisant face notamment à un Grumman F-14 Tomcat, un F-18 Hornet, un E2-C Hawkeye et à un Grumman EA-6B Prowler.
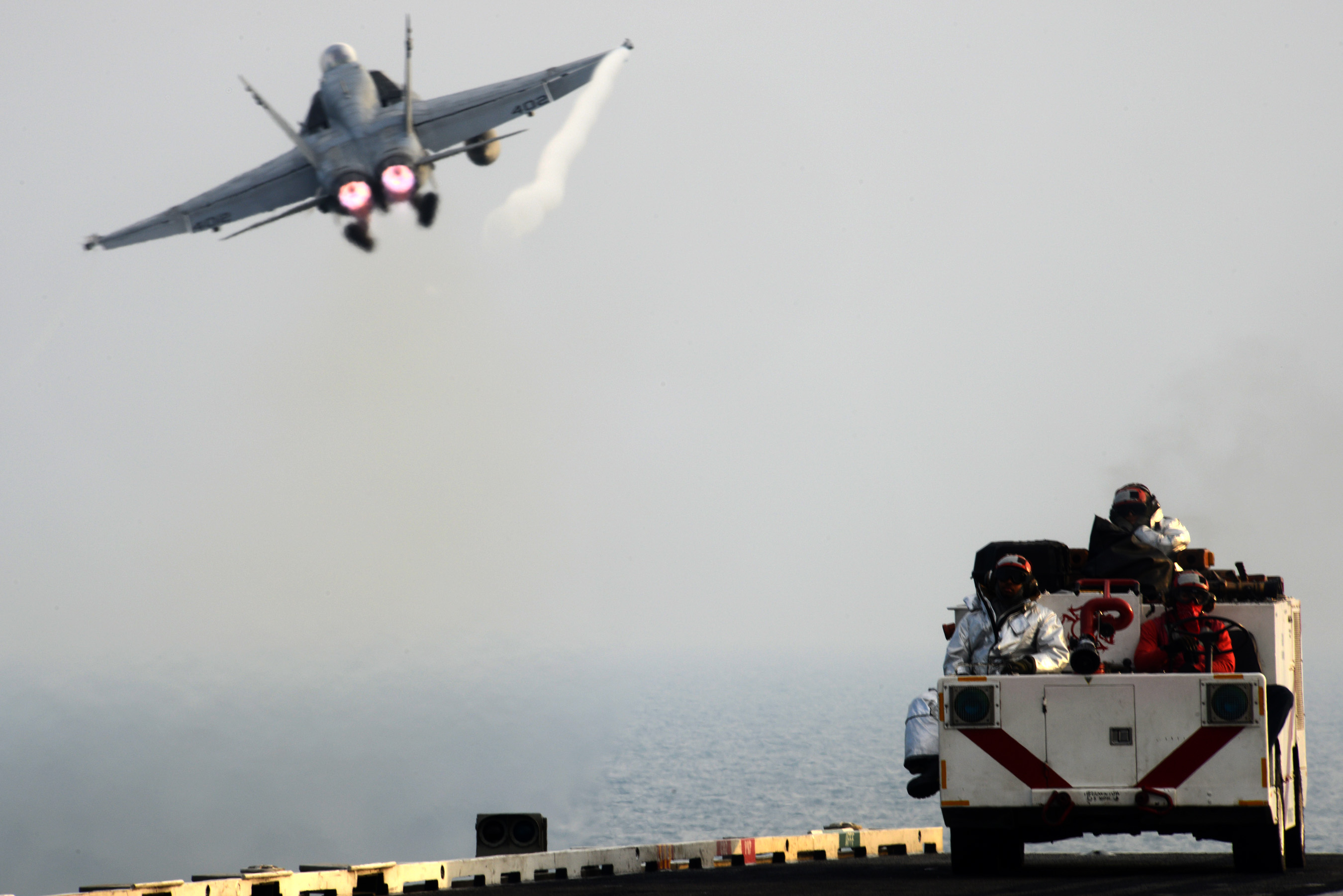
Un F-18 Hornet s'envole derrière un tracteur de pont équipé pour la lutte incendie et monté par des pompiers en tenues argentées.
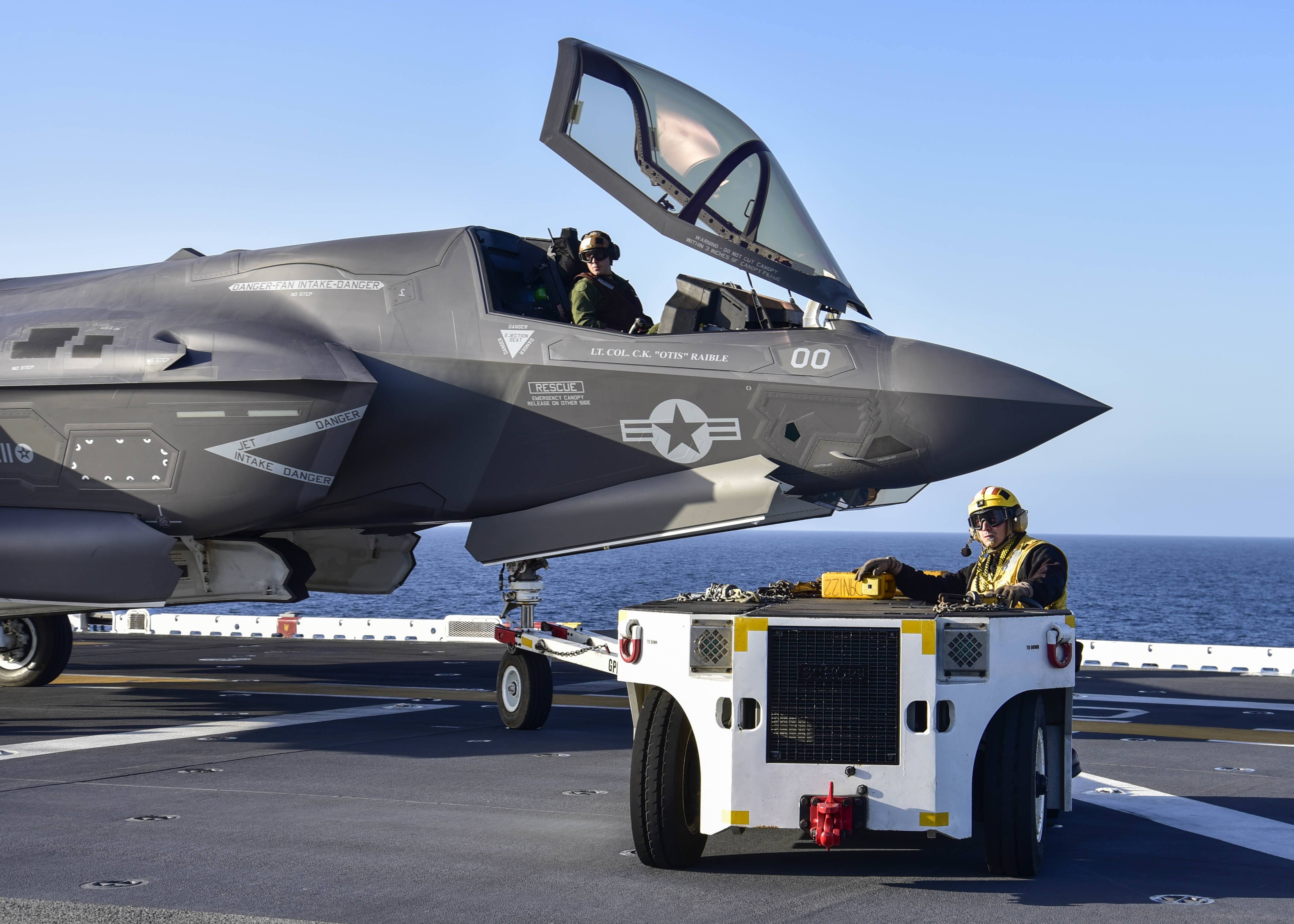
Tracteur de pont d'envol modèle P-25, tirant un F-35 B Lightning II du VMFA-211 des Marines